# Aéroport Billy-Bishop de Toronto

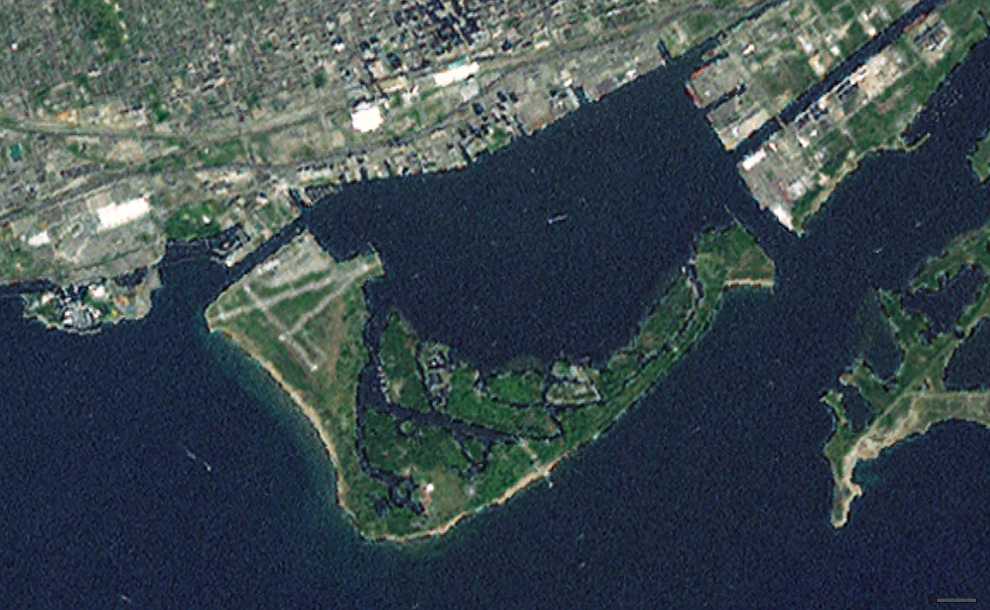
Vue de l'aéroport par la NASA Landsat, à la gauche de la plus grande île au centre de l'image.

L'aéroport Billy Bishop de Toronto (anciennement Toronto centre-ville) (code IATA : YTZ • code OACI : CYTZ) est situé à Toronto Islands à Toronto, Ontario, Canada.

## Histoire
L'aéroport a été créé en 1930 en tant qu'aéroport principal de la ville de Toronto, et a été achevé en 1939.
En 2009, il a été renommé en l'honneur de Billy Bishop, aviateur canadien durant la Première Guerre mondiale.
L'aéroport est aussi un hydroaérodrome pouvant accueillir des hydravions.
En 2012 il y avait 114 576 mouvements d'avions, et plus de 2 300 000 passagers ont emprunté l'aéroport.
Le 31 mars 2015, l'administration de l'aéroport présente son plan d'expansion. Ce projet préliminaire prévoit l'extension d'une des pistes en gagnant en longueur sur le Lac Ontario, de la mise en place de nouvelles antennes ILS afin de porter à 5,5 millions le nombre de passagers annuels.

## Accès
L’aéroport se trouve à proximité du  centre-ville de Toronto, à moins de 4 km de la Tour CN, du Centre Eaton, des quartiers des affaires et des spectacles, de Queen’s Park.
La ligne de tramway 509 y conduit, l'arrêt est à Queens Quay West. L’accès direct à l’aéroport Billy Bishop de Toronto se fait en empruntant son tunnel piétonnier à tapis roulant ou en utilisant le service rapide de traversier (départ toutes les 15 minutes)

## Compagnies aériennes et destinations
| Compagnies         | Destinations |
| ------------------ | --- |
| Air Canada Express | Montréal (P.-E.-Trudeau), Ottawa (Macdonald-Cartier) |
| Porter Airlines    | - Boston Logan, - Chicago-Midway, - Frédéricton, - Halifax (Stanfield), - Moncton (Roméo-LeBlanc), - Montréal (P.-E.-Trudeau) - Newark-Liberty, - Ottawa (Macdonald-Cartier) - Québec (Jean-Lesage), - Sault-Sainte-Marie, - Sudbury, - Thunder Bay, - Timmins, - Washington-Dulles, - Windsor |

Édité le 06/04/2025